# اچ‌ام‌اس تریومف (ان۱۸)
اچ‌ام‌اس تریومف (ان۱۸) (به انگلیسی: HMS Triumph (N18)) یک زیردریایی بود که طول آن ۲۷۵ فوت (۸۴ متر) بود. این زیردریایی در سال ۱۹۳۸ ساخته شد.